# Volta a Turquia 2022
La Volta a Turquia 2022 fou la 57a edició de la Volta a Turquia. La cursa es disputà entre el 10 i el 17 d'abril de 2022, amb un recorregut de 1.303 km distribuïts en vuit etapes. La cursa formava part del calendari UCI ProSeries 2022.
El vencedor final fou el neozelandès Patrick Bevin (Israel-Premier Tech), que s'imposà per 20 segons a Jay Vine (Alpecin-Fenix) i per 40 a Eduardo Sepúlveda (Drone Hopper-Androni Giocattoli), segon i tercer respectivament.

## Equips participants
| WorldTeams (6)- Astana Qazaqstan Team - Bora-Hansgrohe - BikeExchange-Jayco - Team DSM - Israel-Premier Tech - Lotto-Soudal ProTeams (12)- Alpecin-Fenix - Arkéa-Samsic - Bardiani-CSF-Faizanè - Burgos-BH - Caja Rural-Seguros RGA - Drone Hopper-Androni Giocattoli - Eolo-Kometa - Euskaltel-Euskadi - Equipo Kern Pharma - Human Powered Health - Team Novo Nordisk - Uno-X Pro Cycling Team Equips continentals (7)- Bike Aid - Global 6 Cycling - China Glory Continental Cycling Team - Wildlife Generation Pro Cycling - Salcano Sakarya BB - Spor Toto Cycling Team - Saris Rouvy Sauerland Team |
| |

## Etapes
| Etapa    | Data      | Ciutats d'etapa       | type              | Distància (km) | Desnivell (m) | Vencedor de l'etapa | Líder de la general |
| -------- | --------- | --------------------- | ----------------- | -------------- | ------------- | ------------------- | ------------------- |
| 1a etapa | 10 de abr | Bodrum – Kuşadası     | etapa accidentada | 202            | 2.046 m       | Caleb Ewan          | Caleb Ewan          |
| 2a etapa | 11 de abr | Selçuk – Alaçatı      | etapa accidentada | 156,4          | 1.492 m       | Kaden Groves        | Kaden Groves        |
| 3a etapa | 12 de abr | Çeşme – Esmirna       | etapa plana       | 117,9          | 778 m         | Jasper Philipsen    | Jasper Philipsen    |
| 4a etapa | 13 de abr | Konak – Manisa        | etapa de muntanya | 186,1          | 1.831 m       | Eduardo Sepúlveda   | Eduardo Sepúlveda   |
| 5a etapa | 14 de abr | Manisa – Ayvalık      | etapa plana       | 186,1          | 845 m         | Sam Welsford        | Eduardo Sepúlveda   |
| 6a etapa | 15 de abr | Akçay – Eceabat       | etapa accidentada | 201,5          | 2.127 m       | Caleb Ewan          | Eduardo Sepúlveda   |
| 7a etapa | 16 de abr | Gal·lípoli – Tekirdağ | etapa de muntanya | 131,3          | 2.268 m       | Patrick Bevin       | Patrick Bevin       |
| 8a etapa | 17 de abr | Istanbul – Istanbul   | etapa accidentada | 137,8          | 1.057 m       | etapa cancel·lada   | Patrick Bevin       |

### Etapa 1
| \| Classificació de l'etapa \| Classificació de l'etapa \| Classificació de l'etapa \| Classificació de l'etapa \| Classificació de l'etapa \| \| Corredor \| Corredor \| Equip \| Temps \| \| \| ------------------------ \| ------------------------ \| ------------------------------- \| ------------------------ \| ------------------------ \| \| 1r \| Caleb Ewan \| Lotto-Soudal \| 46h 21' 35" \| \| \| 2n \| Jasper Philipsen \| Alpecin-Fenix \| + 0" \| \| \| 3r \| Kaden Groves \| BikeExchange-Jayco \| + 0" \| \| \| 4t \| Danny van Poppel \| Bora-Hansgrohe \| + 0" \| \| \| 5è \| Rick Zabel \| Israel-Premier Tech \| + 0" \| \| \| 6è \| Cees Bol \| Team DSM \| + 0" \| \| \| 7è \| Mirco Maestri \| Eolo-Kometa \| + 0" \| \| \| 8è \| Miguel Ángel Fernández \| Global 6 Cycling \| + 0" \| \| \| 9è \| Filippo Tagliani \| Drone Hopper-Androni Giocattoli \| + 0" \| \| \| 10è \| Carlos Canal Blanco \| Euskaltel-Euskadi \| + 0" \| \| |                        |                                 |             |
| |                        |                                 |             |
| Font: ProCyclingStats |                        |                                 |             |
| Classificació de l'etapa |                        |                                 |             |
| Corredor | Corredor               | Equip                           | Temps       |
| 1r | Caleb Ewan             | Lotto-Soudal                    | 46h 21' 35" |
| 2n | Jasper Philipsen       | Alpecin-Fenix                   | + 0"        |
| 3r | Kaden Groves           | BikeExchange-Jayco              | + 0"        |
| 4t | Danny van Poppel       | Bora-Hansgrohe                  | + 0"        |
| 5è | Rick Zabel             | Israel-Premier Tech             | + 0"        |
| 6è | Cees Bol               | Team DSM                        | + 0"        |
| 7è | Mirco Maestri          | Eolo-Kometa                     | + 0"        |
| 8è | Miguel Ángel Fernández | Global 6 Cycling                | + 0"        |
| 9è | Filippo Tagliani       | Drone Hopper-Androni Giocattoli | + 0"        |
| 10è | Carlos Canal Blanco    | Euskaltel-Euskadi               | + 0"        |

| \| Classificació general \| Classificació general \| Classificació general \| Classificació general \| Classificació general \| \| Corredor \| Corredor \| Equip \| Temps \| \| \| --------------------- \| ---------------------- \| ------------------------------- \| --------------------- \| --------------------- \| \| 1r \| Caleb Ewan \| Lotto-Soudal \| 46h 21' 25" \| \| \| 2n \| Jasper Philipsen \| Alpecin-Fenix \| + 4" \| \| \| 3r \| Kaden Groves \| BikeExchange-Jayco \| + 6" \| \| \| 4t \| Danny van Poppel \| Bora-Hansgrohe \| + 10" \| \| \| 5è \| Rick Zabel \| Israel-Premier Tech \| + 10" \| \| \| 6è \| Cees Bol \| Team DSM \| + 10" \| \| \| 7è \| Mirco Maestri \| Eolo-Kometa \| + 10" \| \| \| 8è \| Miguel Ángel Fernández \| Global 6 Cycling \| + 10" \| \| \| 9è \| Filippo Tagliani \| Drone Hopper-Androni Giocattoli \| + 10" \| \| \| 10è \| Carlos Canal Blanco \| Euskaltel-Euskadi \| + 10" \| \| |                        |                                 |             |
| |                        |                                 |             |
| Font: ProCyclingStats |                        |                                 |             |
| Classificació general |                        |                                 |             |
| Corredor | Corredor               | Equip                           | Temps       |
| 1r | Caleb Ewan             | Lotto-Soudal                    | 46h 21' 25" |
| 2n | Jasper Philipsen       | Alpecin-Fenix                   | + 4"        |
| 3r | Kaden Groves           | BikeExchange-Jayco              | + 6"        |
| 4t | Danny van Poppel       | Bora-Hansgrohe                  | + 10"       |
| 5è | Rick Zabel             | Israel-Premier Tech             | + 10"       |
| 6è | Cees Bol               | Team DSM                        | + 10"       |
| 7è | Mirco Maestri          | Eolo-Kometa                     | + 10"       |
| 8è | Miguel Ángel Fernández | Global 6 Cycling                | + 10"       |
| 9è | Filippo Tagliani       | Drone Hopper-Androni Giocattoli | + 10"       |
| 10è | Carlos Canal Blanco    | Euskaltel-Euskadi               | + 10"       |

### Etapa 2
| \| Classificació de l'etapa \| Classificació de l'etapa \| Classificació de l'etapa \| Classificació de l'etapa \| Classificació de l'etapa \| \| Corredor \| Corredor \| Equip \| Temps \| \| \| ------------------------ \| ------------------------ \| ------------------------ \| ------------------------ \| ------------------------ \| \| 1r \| Kaden Groves \| BikeExchange-Jayco \| 4h 02' 11" \| \| \| 2n \| Jasper Philipsen \| Alpecin-Fenix \| + 0" \| \| \| 3r \| Sam Bennett \| Bora-Hansgrohe \| + 0" \| \| \| 4t \| Cees Bol \| Team DSM \| + 0" \| \| \| 5è \| Caleb Ewan \| Lotto-Soudal \| + 0" \| \| \| 6è \| Jasper De Buyst \| Lotto-Soudal \| + 0" \| \| \| 7è \| Danny van Poppel \| Bora-Hansgrohe \| + 0" \| \| \| 8è \| Miguel Ángel Fernández \| Global 6 Cycling \| + 0" \| \| \| 9è \| Rick Zabel \| Israel-Premier Tech \| + 0" \| \| \| 10è \| Giovanni Lonardi \| Eolo-Kometa \| + 0" \| \| |                        |                     |            |
| |                        |                     |            |
| Font: ProCyclingStats |                        |                     |            |
| Classificació de l'etapa |                        |                     |            |
| Corredor | Corredor               | Equip               | Temps      |
| 1r | Kaden Groves           | BikeExchange-Jayco  | 4h 02' 11" |
| 2n | Jasper Philipsen       | Alpecin-Fenix       | + 0"       |
| 3r | Sam Bennett            | Bora-Hansgrohe      | + 0"       |
| 4t | Cees Bol               | Team DSM            | + 0"       |
| 5è | Caleb Ewan             | Lotto-Soudal        | + 0"       |
| 6è | Jasper De Buyst        | Lotto-Soudal        | + 0"       |
| 7è | Danny van Poppel       | Bora-Hansgrohe      | + 0"       |
| 8è | Miguel Ángel Fernández | Global 6 Cycling    | + 0"       |
| 9è | Rick Zabel             | Israel-Premier Tech | + 0"       |
| 10è | Giovanni Lonardi       | Eolo-Kometa         | + 0"       |

| \| Classificació general \| Classificació general \| Classificació general \| Classificació general \| Classificació general \| \| Corredor \| Corredor \| Equip \| Temps \| \| \| --------------------- \| ---------------------- \| ------------------------------- \| --------------------- \| --------------------- \| \| 1r \| Kaden Groves \| BikeExchange-Jayco \| 8h 40' 12" \| \| \| 2n \| Jasper Philipsen \| Alpecin-Fenix \| + 2" \| \| \| 3r \| Caleb Ewan \| Lotto-Soudal \| + 4" \| \| \| 4t \| Cees Bol \| Team DSM \| + 14" \| \| \| 5è \| Danny van Poppel \| Bora-Hansgrohe \| + 14" \| \| \| 6è \| Rick Zabel \| Israel-Premier Tech \| + 14" \| \| \| 7è \| Miguel Ángel Fernández \| Global 6 Cycling \| + 14" \| \| \| 8è \| Scott McGill \| Wildlife Generation Pro Cycling \| + 14" \| \| \| 9è \| Filippo Tagliani \| Drone Hopper-Androni Giocattoli \| + 14" \| \| \| 10è \| Patrick Bevin \| Israel-Premier Tech \| + 14" \| \| |                        |                                 |            |
| |                        |                                 |            |
| Font: ProCyclingStats |                        |                                 |            |
| Classificació general |                        |                                 |            |
| Corredor | Corredor               | Equip                           | Temps      |
| 1r | Kaden Groves           | BikeExchange-Jayco              | 8h 40' 12" |
| 2n | Jasper Philipsen       | Alpecin-Fenix                   | + 2"       |
| 3r | Caleb Ewan             | Lotto-Soudal                    | + 4"       |
| 4t | Cees Bol               | Team DSM                        | + 14"      |
| 5è | Danny van Poppel       | Bora-Hansgrohe                  | + 14"      |
| 6è | Rick Zabel             | Israel-Premier Tech             | + 14"      |
| 7è | Miguel Ángel Fernández | Global 6 Cycling                | + 14"      |
| 8è | Scott McGill           | Wildlife Generation Pro Cycling | + 14"      |
| 9è | Filippo Tagliani       | Drone Hopper-Androni Giocattoli | + 14"      |
| 10è | Patrick Bevin          | Israel-Premier Tech             | + 14"      |

### Etapa 3
| \| Classificació de l'etapa \| Classificació de l'etapa \| Classificació de l'etapa \| Classificació de l'etapa \| Classificació de l'etapa \| \| Corredor \| Corredor \| Equip \| Temps \| \| \| ------------------------ \| ------------------------ \| ------------------------------- \| ------------------------ \| ------------------------ \| \| 1r \| Jasper Philipsen \| Alpecin-Fenix \| 2h 35' 19" \| \| \| 2n \| Kaden Groves \| BikeExchange-Jayco \| + 0" \| \| \| 3r \| Miguel Ángel Fernández \| Global 6 Cycling \| + 0" \| \| \| 4t \| Daniel McLay \| Arkéa-Samsic \| + 0" \| \| \| 5è \| Alberto Dainese \| Team DSM \| + 0" \| \| \| 6è \| Mihkel Räim \| Burgos-BH \| + 0" \| \| \| 7è \| Iúri Leitão \| Caja Rural-Seguros RGA \| + 0" \| \| \| 8è \| Sam Bennett \| Bora-Hansgrohe \| + 0" \| \| \| 9è \| Filippo Tagliani \| Drone Hopper-Androni Giocattoli \| + 0" \| \| \| 10è \| Gleb Brussenskiy \| Astana Qazaqstan Team \| + 0" \| \| |                        |                                 |            |
| |                        |                                 |            |
| Font: ProCyclingStats |                        |                                 |            |
| Classificació de l'etapa |                        |                                 |            |
| Corredor | Corredor               | Equip                           | Temps      |
| 1r | Jasper Philipsen       | Alpecin-Fenix                   | 2h 35' 19" |
| 2n | Kaden Groves           | BikeExchange-Jayco              | + 0"       |
| 3r | Miguel Ángel Fernández | Global 6 Cycling                | + 0"       |
| 4t | Daniel McLay           | Arkéa-Samsic                    | + 0"       |
| 5è | Alberto Dainese        | Team DSM                        | + 0"       |
| 6è | Mihkel Räim            | Burgos-BH                       | + 0"       |
| 7è | Iúri Leitão            | Caja Rural-Seguros RGA          | + 0"       |
| 8è | Sam Bennett            | Bora-Hansgrohe                  | + 0"       |
| 9è | Filippo Tagliani       | Drone Hopper-Androni Giocattoli | + 0"       |
| 10è | Gleb Brussenskiy       | Astana Qazaqstan Team           | + 0"       |

| \| Classificació general \| Classificació general \| Classificació general \| Classificació general \| Classificació general \| \| Corredor \| Corredor \| Equip \| Temps \| \| \| --------------------- \| ---------------------- \| ------------------------------- \| --------------------- \| --------------------- \| \| 1r \| Jasper Philipsen \| Alpecin-Fenix \| 11h 15' 23" \| \| \| 2n \| Kaden Groves \| BikeExchange-Jayco \| + 2" \| \| \| 3r \| Caleb Ewan \| Lotto-Soudal \| + 12" \| \| \| 4t \| Miguel Ángel Fernández \| Global 6 Cycling \| + 18" \| \| \| 5è \| Scott McGill \| Wildlife Generation Pro Cycling \| + 19" \| \| \| 6è \| Léo Bouvier \| Bike Aid \| + 21" \| \| \| 7è \| Filippo Tagliani \| Drone Hopper-Androni Giocattoli \| + 22" \| \| \| 8è \| Rick Zabel \| Israel-Premier Tech \| + 22" \| \| \| 9è \| Geórgios Boúglas \| Spor Toto Cycling Team \| + 22" \| \| \| 10è \| Cees Bol \| Team DSM \| + 22" \| \| |                        |                                 |             |
| |                        |                                 |             |
| Font: ProCyclingStats |                        |                                 |             |
| Classificació general |                        |                                 |             |
| Corredor | Corredor               | Equip                           | Temps       |
| 1r | Jasper Philipsen       | Alpecin-Fenix                   | 11h 15' 23" |
| 2n | Kaden Groves           | BikeExchange-Jayco              | + 2"        |
| 3r | Caleb Ewan             | Lotto-Soudal                    | + 12"       |
| 4t | Miguel Ángel Fernández | Global 6 Cycling                | + 18"       |
| 5è | Scott McGill           | Wildlife Generation Pro Cycling | + 19"       |
| 6è | Léo Bouvier            | Bike Aid                        | + 21"       |
| 7è | Filippo Tagliani       | Drone Hopper-Androni Giocattoli | + 22"       |
| 8è | Rick Zabel             | Israel-Premier Tech             | + 22"       |
| 9è | Geórgios Boúglas       | Spor Toto Cycling Team          | + 22"       |
| 10è | Cees Bol               | Team DSM                        | + 22"       |

### Etapa 4
| \| Classificació de l'etapa \| Classificació de l'etapa \| Classificació de l'etapa \| Classificació de l'etapa \| Classificació de l'etapa \| \| Corredor \| Corredor \| Equip \| Temps \| \| \| ------------------------ \| -------------------------- \| ------------------------------------ \| ------------------------ \| ------------------------ \| \| 1r \| Eduardo Sepúlveda \| Drone Hopper-Androni Giocattoli \| 3h 48' 38" \| \| \| 2n \| Patrick Bevin \| Israel-Premier Tech \| + 15" \| \| \| 3r \| Harm Vanhoucke \| Lotto-Soudal \| + 15" \| \| \| 4t \| Nairo Quintana Rojas \| Arkéa-Samsic \| + 15" \| \| \| 5è \| Jay Vine \| Alpecin-Fenix \| + 15" \| \| \| 6è \| Dawit Yemane \| Bike Aid \| + 20" \| \| \| 7è \| Sean Bennett \| China Glory Continental Cycling Team \| + 24" \| \| \| 8è \| Adne van Engelen \| Bike Aid \| + 38" \| \| \| 9è \| Nicolas Edet \| Arkéa-Samsic \| + 38" \| \| \| 10è \| Anders Halland Johannessen \| Uno-X Pro Cycling Team \| + 41" \| \| |                            |                                      |            |
| |                            |                                      |            |
| Font: ProCyclingStats |                            |                                      |            |
| Classificació de l'etapa |                            |                                      |            |
| Corredor | Corredor                   | Equip                                | Temps      |
| 1r | Eduardo Sepúlveda          | Drone Hopper-Androni Giocattoli      | 3h 48' 38" |
| 2n | Patrick Bevin              | Israel-Premier Tech                  | + 15"      |
| 3r | Harm Vanhoucke             | Lotto-Soudal                         | + 15"      |
| 4t | Nairo Quintana Rojas       | Arkéa-Samsic                         | + 15"      |
| 5è | Jay Vine                   | Alpecin-Fenix                        | + 15"      |
| 6è | Dawit Yemane               | Bike Aid                             | + 20"      |
| 7è | Sean Bennett               | China Glory Continental Cycling Team | + 24"      |
| 8è | Adne van Engelen           | Bike Aid                             | + 38"      |
| 9è | Nicolas Edet               | Arkéa-Samsic                         | + 38"      |
| 10è | Anders Halland Johannessen | Uno-X Pro Cycling Team               | + 41"      |

| \| Classificació general \| Classificació general \| Classificació general \| Classificació general \| Classificació general \| \| Corredor \| Corredor \| Equip \| Temps \| \| \| --------------------- \| -------------------------- \| ------------------------------------ \| --------------------- \| --------------------- \| \| 1r \| Eduardo Sepúlveda \| Drone Hopper-Androni Giocattoli \| 15h 04' 18" \| \| \| 2n \| Patrick Bevin \| Israel-Premier Tech \| + 14" \| \| \| 3r \| Jay Vine \| Alpecin-Fenix \| + 25" \| \| \| 4t \| Harm Vanhoucke \| Lotto-Soudal \| + 37" \| \| \| 5è \| Anders Halland Johannessen \| Uno-X Pro Cycling Team \| + 46" \| \| \| 6è \| Nicolas Edet \| Arkéa-Samsic \| + 53" \| \| \| 7è \| Dawit Yemane \| Bike Aid \| + 53" \| \| \| 8è \| Sean Bennett \| China Glory Continental Cycling Team \| + 57" \| \| \| 9è \| Mustafa Sayar \| Sakarya BB Pro Team \| + 1' 10" \| \| \| 10è \| Henri Vandenabeele \| Team DSM \| + 1' 12" \| \| |                            |                                      |             |
| |                            |                                      |             |
| Font: ProCyclingStats |                            |                                      |             |
| Classificació general |                            |                                      |             |
| Corredor | Corredor                   | Equip                                | Temps       |
| 1r | Eduardo Sepúlveda          | Drone Hopper-Androni Giocattoli      | 15h 04' 18" |
| 2n | Patrick Bevin              | Israel-Premier Tech                  | + 14"       |
| 3r | Jay Vine                   | Alpecin-Fenix                        | + 25"       |
| 4t | Harm Vanhoucke             | Lotto-Soudal                         | + 37"       |
| 5è | Anders Halland Johannessen | Uno-X Pro Cycling Team               | + 46"       |
| 6è | Nicolas Edet               | Arkéa-Samsic                         | + 53"       |
| 7è | Dawit Yemane               | Bike Aid                             | + 53"       |
| 8è | Sean Bennett               | China Glory Continental Cycling Team | + 57"       |
| 9è | Mustafa Sayar              | Sakarya BB Pro Team                  | + 1' 10"    |
| 10è | Henri Vandenabeele         | Team DSM                             | + 1' 12"    |

### Etapa 5
| \| Classificació de l'etapa \| Classificació de l'etapa \| Classificació de l'etapa \| Classificació de l'etapa \| Classificació de l'etapa \| \| Corredor \| Corredor \| Equip \| Temps \| \| \| ------------------------ \| ------------------------ \| ------------------------ \| ------------------------ \| ------------------------ \| \| 1r \| Sam Welsford \| Team DSM \| 4h 13' 49" \| \| \| 2n \| Jasper Philipsen \| Alpecin-Fenix \| + 0" \| \| \| 3r \| Arvid de Kleijn \| Human Powered Health \| + 0" \| \| \| 4t \| Rick Zabel \| Israel-Premier Tech \| + 0" \| \| \| 5è \| Itamar Einhorn \| Israel-Premier Tech \| + 0" \| \| \| 6è \| Daniel McLay \| Arkéa-Samsic \| + 0" \| \| \| 7è \| Caleb Ewan \| Lotto-Soudal \| + 0" \| \| \| 8è \| Cees Bol \| Team DSM \| + 0" \| \| \| 9è \| Sacha Modolo \| Bardiani CSF Faizanè \| + 0" \| \| \| 10è \| Andrea Peron \| Team Novo Nordisk \| + 0" \| \| |                  |                      |            |
| |                  |                      |            |
| Font: ProCyclingStats |                  |                      |            |
| Classificació de l'etapa |                  |                      |            |
| Corredor | Corredor         | Equip                | Temps      |
| 1r | Sam Welsford     | Team DSM             | 4h 13' 49" |
| 2n | Jasper Philipsen | Alpecin-Fenix        | + 0"       |
| 3r | Arvid de Kleijn  | Human Powered Health | + 0"       |
| 4t | Rick Zabel       | Israel-Premier Tech  | + 0"       |
| 5è | Itamar Einhorn   | Israel-Premier Tech  | + 0"       |
| 6è | Daniel McLay     | Arkéa-Samsic         | + 0"       |
| 7è | Caleb Ewan       | Lotto-Soudal         | + 0"       |
| 8è | Cees Bol         | Team DSM             | + 0"       |
| 9è | Sacha Modolo     | Bardiani CSF Faizanè | + 0"       |
| 10è | Andrea Peron     | Team Novo Nordisk    | + 0"       |

| \| Classificació general \| Classificació general \| Classificació general \| Classificació general \| Classificació general \| \| Corredor \| Corredor \| Equip \| Temps \| \| \| --------------------- \| -------------------------- \| ------------------------------------ \| --------------------- \| --------------------- \| \| 1r \| Eduardo Sepúlveda \| Drone Hopper-Androni Giocattoli \| 19h 18' 07" \| \| \| 2n \| Patrick Bevin \| Israel-Premier Tech \| + 13" \| \| \| 3r \| Jay Vine \| Alpecin-Fenix \| + 25" \| \| \| 4t \| Harm Vanhoucke \| Lotto-Soudal \| + 37" \| \| \| 5è \| Anders Halland Johannessen \| Uno-X Pro Cycling Team \| + 46" \| \| \| 6è \| Nicolas Edet \| Arkéa-Samsic \| + 53" \| \| \| 7è \| Dawit Yemane \| Bike Aid \| + 53" \| \| \| 8è \| Sean Bennett \| China Glory Continental Cycling Team \| + 57" \| \| \| 9è \| Mustafa Sayar \| Sakarya BB Pro Team \| + 1' 10" \| \| \| 10è \| Henri Vandenabeele \| Team DSM \| + 1' 12" \| \| |                            |                                      |             |
| |                            |                                      |             |
| Font: ProCyclingStats |                            |                                      |             |
| Classificació general |                            |                                      |             |
| Corredor | Corredor                   | Equip                                | Temps       |
| 1r | Eduardo Sepúlveda          | Drone Hopper-Androni Giocattoli      | 19h 18' 07" |
| 2n | Patrick Bevin              | Israel-Premier Tech                  | + 13"       |
| 3r | Jay Vine                   | Alpecin-Fenix                        | + 25"       |
| 4t | Harm Vanhoucke             | Lotto-Soudal                         | + 37"       |
| 5è | Anders Halland Johannessen | Uno-X Pro Cycling Team               | + 46"       |
| 6è | Nicolas Edet               | Arkéa-Samsic                         | + 53"       |
| 7è | Dawit Yemane               | Bike Aid                             | + 53"       |
| 8è | Sean Bennett               | China Glory Continental Cycling Team | + 57"       |
| 9è | Mustafa Sayar              | Sakarya BB Pro Team                  | + 1' 10"    |
| 10è | Henri Vandenabeele         | Team DSM                             | + 1' 12"    |

### Etapa 6
| \| Classificació de l'etapa \| Classificació de l'etapa \| Classificació de l'etapa \| Classificació de l'etapa \| Classificació de l'etapa \| \| Corredor \| Corredor \| Equip \| Temps \| \| \| ------------------------ \| ------------------------ \| ------------------------ \| ------------------------ \| ------------------------ \| \| 1r \| Caleb Ewan \| Lotto-Soudal \| 4h 54' 00" \| \| \| 2n \| Jasper Philipsen \| Alpecin-Fenix \| + 0" \| \| \| 3r \| Danny van Poppel \| Bora-Hansgrohe \| + 0" \| \| \| 4t \| Patrick Bevin \| Israel-Premier Tech \| + 0" \| \| \| 5è \| Campbell Stewart \| BikeExchange-Jayco \| + 0" \| \| \| 6è \| Jasper De Buyst \| Lotto-Soudal \| + 0" \| \| \| 7è \| Kaden Groves \| BikeExchange-Jayco \| + 0" \| \| \| 8è \| Eduard Prades i Reverter \| Caja Rural-Seguros RGA \| + 0" \| \| \| 9è \| Antonio Angulo \| Euskaltel-Euskadi \| + 0" \| \| \| 10è \| Francesco Gavazzi \| Eolo-Kometa \| + 0" \| \| |                          |                        |            |
| |                          |                        |            |
| Font: ProCyclingStats |                          |                        |            |
| Classificació de l'etapa |                          |                        |            |
| Corredor | Corredor                 | Equip                  | Temps      |
| 1r | Caleb Ewan               | Lotto-Soudal           | 4h 54' 00" |
| 2n | Jasper Philipsen         | Alpecin-Fenix          | + 0"       |
| 3r | Danny van Poppel         | Bora-Hansgrohe         | + 0"       |
| 4t | Patrick Bevin            | Israel-Premier Tech    | + 0"       |
| 5è | Campbell Stewart         | BikeExchange-Jayco     | + 0"       |
| 6è | Jasper De Buyst          | Lotto-Soudal           | + 0"       |
| 7è | Kaden Groves             | BikeExchange-Jayco     | + 0"       |
| 8è | Eduard Prades i Reverter | Caja Rural-Seguros RGA | + 0"       |
| 9è | Antonio Angulo           | Euskaltel-Euskadi      | + 0"       |
| 10è | Francesco Gavazzi        | Eolo-Kometa            | + 0"       |

| \| Classificació general \| Classificació general \| Classificació general \| Classificació general \| Classificació general \| \| Corredor \| Corredor \| Equip \| Temps \| \| \| --------------------- \| -------------------------- \| ------------------------------------ \| --------------------- \| --------------------- \| \| 1r \| Eduardo Sepúlveda \| Drone Hopper-Androni Giocattoli \| 24h 12' 07" \| \| \| 2n \| Patrick Bevin \| Israel-Premier Tech \| + 11" \| \| \| 3r \| Jay Vine \| Alpecin-Fenix \| + 25" \| \| \| 4t \| Harm Vanhoucke \| Lotto-Soudal \| + 37" \| \| \| 5è \| Anders Halland Johannessen \| Uno-X Pro Cycling Team \| + 46" \| \| \| 6è \| Nicolas Edet \| Arkéa-Samsic \| + 53" \| \| \| 7è \| Dawit Yemane \| Bike Aid \| + 53" \| \| \| 8è \| Sean Bennett \| China Glory Continental Cycling Team \| + 57" \| \| \| 9è \| Mustafa Sayar \| Sakarya BB Pro Team \| + 1' 10" \| \| \| 10è \| Henri Vandenabeele \| Team DSM \| + 1' 12" \| \| |                            |                                      |             |
| |                            |                                      |             |
| Font: ProCyclingStats |                            |                                      |             |
| Classificació general |                            |                                      |             |
| Corredor | Corredor                   | Equip                                | Temps       |
| 1r | Eduardo Sepúlveda          | Drone Hopper-Androni Giocattoli      | 24h 12' 07" |
| 2n | Patrick Bevin              | Israel-Premier Tech                  | + 11"       |
| 3r | Jay Vine                   | Alpecin-Fenix                        | + 25"       |
| 4t | Harm Vanhoucke             | Lotto-Soudal                         | + 37"       |
| 5è | Anders Halland Johannessen | Uno-X Pro Cycling Team               | + 46"       |
| 6è | Nicolas Edet               | Arkéa-Samsic                         | + 53"       |
| 7è | Dawit Yemane               | Bike Aid                             | + 53"       |
| 8è | Sean Bennett               | China Glory Continental Cycling Team | + 57"       |
| 9è | Mustafa Sayar              | Sakarya BB Pro Team                  | + 1' 10"    |
| 10è | Henri Vandenabeele         | Team DSM                             | + 1' 12"    |

### Etapa 7
| \| Classificació de l'etapa \| Classificació de l'etapa \| Classificació de l'etapa \| Classificació de l'etapa \| Classificació de l'etapa \| \| Corredor \| Corredor \| Equip \| Temps \| \| \| ------------------------ \| ------------------------ \| ------------------------ \| ------------------------ \| ------------------------ \| \| 1r \| Patrick Bevin \| Israel-Premier Tech \| 3h 21' 02" \| \| \| 2n \| Jay Vine \| Alpecin-Fenix \| + 2" \| \| \| 3r \| Nicolas Edet \| Arkéa-Samsic \| + 4" \| \| \| 4t \| Jasper Philipsen \| Alpecin-Fenix \| + 41" \| \| \| 5è \| Jasper De Buyst \| Lotto-Soudal \| + 41" \| \| \| 6è \| Danny van Poppel \| Bora-Hansgrohe \| + 41" \| \| \| 7è \| Francesco Gavazzi \| Eolo-Kometa \| + 41" \| \| \| 8è \| Dylan Sunderland \| Global 6 Cycling \| + 41" \| \| \| 9è \| Corbin Strong \| Israel-Premier Tech \| + 41" \| \| \| 10è \| Henri Vandenabeele \| Team DSM \| + 41" \| \| |                    |                     |            |
| |                    |                     |            |
| Font: ProCyclingStats |                    |                     |            |
| Classificació de l'etapa |                    |                     |            |
| Corredor | Corredor           | Equip               | Temps      |
| 1r | Patrick Bevin      | Israel-Premier Tech | 3h 21' 02" |
| 2n | Jay Vine           | Alpecin-Fenix       | + 2"       |
| 3r | Nicolas Edet       | Arkéa-Samsic        | + 4"       |
| 4t | Jasper Philipsen   | Alpecin-Fenix       | + 41"      |
| 5è | Jasper De Buyst    | Lotto-Soudal        | + 41"      |
| 6è | Danny van Poppel   | Bora-Hansgrohe      | + 41"      |
| 7è | Francesco Gavazzi  | Eolo-Kometa         | + 41"      |
| 8è | Dylan Sunderland   | Global 6 Cycling    | + 41"      |
| 9è | Corbin Strong      | Israel-Premier Tech | + 41"      |
| 10è | Henri Vandenabeele | Team DSM            | + 41"      |

| \| Classificació general \| Classificació general \| Classificació general \| Classificació general \| Classificació general \| \| Corredor \| Corredor \| Equip \| Temps \| \| \| --------------------- \| -------------------------- \| ------------------------------------ \| --------------------- \| --------------------- \| \| 1r \| Patrick Bevin \| Israel-Premier Tech \| 27h 33' 10" \| \| \| 2n \| Jay Vine \| Alpecin-Fenix \| + 20" \| \| \| 3r \| Eduardo Sepúlveda \| Drone Hopper-Androni Giocattoli \| + 40" \| \| \| 4t \| Nicolas Edet \| Arkéa-Samsic \| + 52" \| \| \| 5è \| Harm Vanhoucke \| Lotto-Soudal \| + 1' 17" \| \| \| 6è \| Anders Halland Johannessen \| Uno-X Pro Cycling Team \| + 1' 26" \| \| \| 7è \| Dawit Yemane \| Bike Aid \| + 1' 33" \| \| \| 8è \| Sean Bennett \| China Glory Continental Cycling Team \| + 1' 37" \| \| \| 9è \| Mustafa Sayar \| Sakarya BB Pro Team \| + 1' 50" \| \| \| 10è \| Henri Vandenabeele \| Team DSM \| + 1' 52" \| \| |                            |                                      |             |
| |                            |                                      |             |
| Font: ProCyclingStats |                            |                                      |             |
| Classificació general |                            |                                      |             |
| Corredor | Corredor                   | Equip                                | Temps       |
| 1r | Patrick Bevin              | Israel-Premier Tech                  | 27h 33' 10" |
| 2n | Jay Vine                   | Alpecin-Fenix                        | + 20"       |
| 3r | Eduardo Sepúlveda          | Drone Hopper-Androni Giocattoli      | + 40"       |
| 4t | Nicolas Edet               | Arkéa-Samsic                         | + 52"       |
| 5è | Harm Vanhoucke             | Lotto-Soudal                         | + 1' 17"    |
| 6è | Anders Halland Johannessen | Uno-X Pro Cycling Team               | + 1' 26"    |
| 7è | Dawit Yemane               | Bike Aid                             | + 1' 33"    |
| 8è | Sean Bennett               | China Glory Continental Cycling Team | + 1' 37"    |
| 9è | Mustafa Sayar              | Sakarya BB Pro Team                  | + 1' 50"    |
| 10è | Henri Vandenabeele         | Team DSM                             | + 1' 52"    |

### Etapa 8
| \| Classificació de l'etapa \| Classificació de l'etapa \| Classificació de l'etapa \| Classificació de l'etapa \| Classificació de l'etapa \| \| Corredor \| Corredor \| Equip \| Temps \| \| \| ------------------------ \| ------------------------ \| ------------------------ \| ------------------------ \| ------------------------ \| |          |       |       |
| |          |       |       |
| Font: ProCyclingStats |          |       |       |
| Classificació de l'etapa |          |       |       |
| Corredor | Corredor | Equip | Temps |

## Classificacions finals

### Classificació general
| \| Classificació general \| Classificació general \| Classificació general \| Classificació general \| Classificació general \| \| Corredor \| Corredor \| Equip \| Temps \| \| \| --------------------- \| -------------------------- \| ------------------------------------ \| --------------------- \| --------------------- \| \| 1r \| Patrick Bevin \| Israel-Premier Tech \| 27h 33' 10" \| \| \| 2n \| Jay Vine \| Alpecin-Fenix \| + 20" \| \| \| 3r \| Eduardo Sepúlveda \| Drone Hopper-Androni Giocattoli \| + 40" \| \| \| 4t \| Nicolas Edet \| Arkéa-Samsic \| + 52" \| \| \| 5è \| Harm Vanhoucke \| Lotto-Soudal \| + 1' 17" \| \| \| 6è \| Anders Halland Johannessen \| Uno-X Pro Cycling Team \| + 1' 26" \| \| \| 7è \| Dawit Yemane \| Bike Aid \| + 1' 33" \| \| \| 8è \| Sean Bennett \| China Glory Continental Cycling Team \| + 1' 37" \| \| \| 9è \| Mustafa Sayar \| Sakarya BB Pro Team \| + 1' 50" \| \| \| 10è \| Henri Vandenabeele \| Team DSM \| + 1' 52" \| \| |                            |                                      |             |
| |                            |                                      |             |
| Font: ProCyclingStats |                            |                                      |             |
| Classificació general |                            |                                      |             |
| Corredor | Corredor                   | Equip                                | Temps       |
| 1r | Patrick Bevin              | Israel-Premier Tech                  | 27h 33' 10" |
| 2n | Jay Vine                   | Alpecin-Fenix                        | + 20"       |
| 3r | Eduardo Sepúlveda          | Drone Hopper-Androni Giocattoli      | + 40"       |
| 4t | Nicolas Edet               | Arkéa-Samsic                         | + 52"       |
| 5è | Harm Vanhoucke             | Lotto-Soudal                         | + 1' 17"    |
| 6è | Anders Halland Johannessen | Uno-X Pro Cycling Team               | + 1' 26"    |
| 7è | Dawit Yemane               | Bike Aid                             | + 1' 33"    |
| 8è | Sean Bennett               | China Glory Continental Cycling Team | + 1' 37"    |
| 9è | Mustafa Sayar              | Sakarya BB Pro Team                  | + 1' 50"    |
| 10è | Henri Vandenabeele         | Team DSM                             | + 1' 52"    |

### Classificacions secundàries
| Classificació de la muntanya | Classificació de la muntanya | Classificació de la muntanya    | Classificació de la muntanya | Classificació de la muntanya |
| Corredor                     | Corredor                     | Equip                           | Punts                        |                              |
| ---------------------------- | ---------------------------- | ------------------------------- | ---------------------------- | ---------------------------- |
| 1r                           | Noah Granigan                | Wildlife Generation Pro Cycling | 14 pts                       |                              |
| 2n                           | Eduardo Sepúlveda            | Drone Hopper-Androni Giocattoli | 10 pts                       |                              |
| 3r                           | Nicolas Edet                 | Arkéa-Samsic                    | 10 pts                       |                              |
| 4t                           | Patrick Bevin                | Israel-Premier Tech             | 10 pts                       |                              |
| 5è                           | Harm Vanhoucke               | Lotto-Soudal                    | 8 pts                        |                              |
| 6è                           | Jay Vine                     | Alpecin-Fenix                   | 6 pts                        |                              |
| 7è                           | Nickolas Zukowsky            | Human Powered Health            | 5 pts                        |                              |
| 8è                           | Feritcan Şamlı               | Spor Toto Cycling Team          | 5 pts                        |                              |
| 9è                           | Michiel Stockman             | Saris Rouvy Sauerland Team      | 3 pts                        |                              |
| 10è                          | Julen Irizar                 | Euskaltel-Euskadi               | 3 pts                        |                              |

| Classificació de la muntanya | Classificació de la muntanya | Classificació de la muntanya    | Classificació de la muntanya | Classificació de la muntanya |
| Corredor                     | Corredor                     | Equip                           | Punts                        |                              |
| ---------------------------- | ---------------------------- | ------------------------------- | ---------------------------- | ---------------------------- |
| 1r                           | Noah Granigan                | Wildlife Generation Pro Cycling | 14 pts                       |                              |
| 2n                           | Eduardo Sepúlveda            | Drone Hopper-Androni Giocattoli | 10 pts                       |                              |
| 3r                           | Nicolas Edet                 | Arkéa-Samsic                    | 10 pts                       |                              |
| 4t                           | Patrick Bevin                | Israel-Premier Tech             | 10 pts                       |                              |
| 5è                           | Harm Vanhoucke               | Lotto-Soudal                    | 8 pts                        |                              |
| 6è                           | Jay Vine                     | Alpecin-Fenix                   | 6 pts                        |                              |
| 7è                           | Nickolas Zukowsky            | Human Powered Health            | 5 pts                        |                              |
| 8è                           | Feritcan Şamlı               | Spor Toto Cycling Team          | 5 pts                        |                              |
| 9è                           | Michiel Stockman             | Saris Rouvy Sauerland Team      | 3 pts                        |                              |
| 10è                          | Julen Irizar                 | Euskaltel-Euskadi               | 3 pts                        |                              |

| Classificació per punts | Classificació per punts | Classificació per punts | Classificació per punts | Classificació per punts |
| Corredor                | Corredor                | Equip                   | Punts                   |                         |
| ----------------------- | ----------------------- | ----------------------- | ----------------------- | ----------------------- |
| 1r                      | Jasper Philipsen        | Alpecin-Fenix           | 88 pts                  |                         |
| 2n                      | Kaden Groves            | BikeExchange-Jayco      | 56 pts                  |                         |
| 3r                      | Caleb Ewan              | Lotto-Soudal            | 50 pts                  |                         |
| 4t                      | Patrick Bevin           | Israel-Premier Tech     | 50 pts                  |                         |
| 5è                      | Danny van Poppel        | Bora-Hansgrohe          | 44 pts                  |                         |
| 6è                      | Jasper De Buyst         | Lotto-Soudal            | 31 pts                  |                         |
| 7è                      | Cees Bol                | Team DSM                | 30 pts                  |                         |
| 8è                      | Rick Zabel              | Israel-Premier Tech     | 30 pts                  |                         |
| 9è                      | Jay Vine                | Alpecin-Fenix           | 29 pts                  |                         |
| 10è                     | Miguel Ángel Fernández  | Global 6 Cycling        | 29 pts                  |                         |

| Classificació per punts | Classificació per punts | Classificació per punts | Classificació per punts | Classificació per punts |
| Corredor                | Corredor                | Equip                   | Punts                   |                         |
| ----------------------- | ----------------------- | ----------------------- | ----------------------- | ----------------------- |
| 1r                      | Jasper Philipsen        | Alpecin-Fenix           | 88 pts                  |                         |
| 2n                      | Kaden Groves            | BikeExchange-Jayco      | 56 pts                  |                         |
| 3r                      | Caleb Ewan              | Lotto-Soudal            | 50 pts                  |                         |
| 4t                      | Patrick Bevin           | Israel-Premier Tech     | 50 pts                  |                         |
| 5è                      | Danny van Poppel        | Bora-Hansgrohe          | 44 pts                  |                         |
| 6è                      | Jasper De Buyst         | Lotto-Soudal            | 31 pts                  |                         |
| 7è                      | Cees Bol                | Team DSM                | 30 pts                  |                         |
| 8è                      | Rick Zabel              | Israel-Premier Tech     | 30 pts                  |                         |
| 9è                      | Jay Vine                | Alpecin-Fenix           | 29 pts                  |                         |
| 10è                     | Miguel Ángel Fernández  | Global 6 Cycling        | 29 pts                  |                         |

| Classificació per equips | Classificació per equips             | Classificació per equips | Classificació per equips |
| Equip                    | Equip                                | Temps                    |                          |
| ------------------------ | ------------------------------------ | ------------------------ | ------------------------ |
| 1r                       | Equipo Kern Pharma                   | 82h 52' 44"              |                          |
| 2n                       | Bike Aid                             | + 21"                    |                          |
| 3r                       | Eolo-Kometa                          | + 1' 08"                 |                          |
| 4t                       | Euskaltel-Euskadi                    | + 2' 05"                 |                          |
| 5è                       | Arkéa-Samsic                         | + 2' 41"                 |                          |
| 6è                       | Caja Rural-Seguros RGA               | + 3' 53"                 |                          |
| 7è                       | China Glory Continental Cycling Team | + 8' 01"                 |                          |
| 8è                       | BikeExchange-Jayco                   | + 10' 03"                |                          |
| 9è                       | Drone Hopper-Androni Giocattoli      | + 11' 22"                |                          |
| 10è                      | Global 6 Cycling                     | + 11' 24"                |                          |

| Classificació per equips | Classificació per equips             | Classificació per equips | Classificació per equips |
| Equip                    | Equip                                | Temps                    |                          |
| ------------------------ | ------------------------------------ | ------------------------ | ------------------------ |
| 1r                       | Equipo Kern Pharma                   | 82h 52' 44"              |                          |
| 2n                       | Bike Aid                             | + 21"                    |                          |
| 3r                       | Eolo-Kometa                          | + 1' 08"                 |                          |
| 4t                       | Euskaltel-Euskadi                    | + 2' 05"                 |                          |
| 5è                       | Arkéa-Samsic                         | + 2' 41"                 |                          |
| 6è                       | Caja Rural-Seguros RGA               | + 3' 53"                 |                          |
| 7è                       | China Glory Continental Cycling Team | + 8' 01"                 |                          |
| 8è                       | BikeExchange-Jayco                   | + 10' 03"                |                          |
| 9è                       | Drone Hopper-Androni Giocattoli      | + 11' 22"                |                          |
| 10è                      | Global 6 Cycling                     | + 11' 24"                |                          |

## Evolució de les classificacions
| Etapa                  | Vencedor               | Classificació general | Classificació per punts | Classificació de la muntanya | Classificació per equips |
| ---------------------- | ---------------------- | --------------------- | ----------------------- | ---------------------------- | ------------------------ |
| 1                      | Caleb Ewan             | Caleb Ewan            | Caleb Ewan              | Nicolas Edet                 | Israel-Premier Tech      |
| 2                      | Kaden Groves           | Kaden Groves          | Kaden Groves            | Noah Granigan                | Israel-Premier Tech      |
| 3                      | Jasper Philipsen       | Jasper Philipsen      | Jasper Philipsen        | Noah Granigan                | Israel-Premier Tech      |
| 4                      | Eduardo Sepúlveda      | Eduardo Sepúlveda     | Jasper Philipsen        | Eduardo Sepúlveda            | Kern Pharma              |
| 5                      | Sam Welsford           | Eduardo Sepúlveda     | Jasper Philipsen        | Eduardo Sepúlveda            | Kern Pharma              |
| 6                      | Caleb Ewan             | Eduardo Sepúlveda     | Jasper Philipsen        | Noah Granigan                | Kern Pharma              |
| 7                      | Patrick Bevin          | Patrick Bevin         | Jasper Philipsen        | Noah Granigan                | Kern Pharma              |
| 8                      | etapa annulada         | Patrick Bevin         | Jasper Philipsen        | Noah Granigan                | Kern Pharma              |
| Classificacions finals | Classificacions finals | Patrick Bevin         | Jasper Philipsen        | Noah Granigan                | Kern Pharma              |